# Кіргач Ярослав Михайлович
Ярослав Михайлович Кіргач (нар. 20 листопада 1970, Оселя, Львівська область, УРСР) — актор Національного академічного українського драматичного театру імені Марії Заньковецької; Заслужений артист України (з 2016). Зіграв понад 60 ролей на сцені та декілька ролей у кіно.

## Життєпис
Ярослав Кіргач народився 20 листопада 1970 року у селі Оселя Яворівського району.
Навчався у Вищому державному музичному інституті імені Миколи Лисенка на вокальному факультеті акторського відділу. Викладачами Ярослава Михайловича були: народний артист України Федір Миколайович Стригун та народна артистка України Таїсія Йосипівна Литвиненко.
У 2001 році став лауреатом Обласної премії в галузі культури, літератури, архітектури та мистецтва в номінації «Театральне мистецтво» імені Бориса Романицького.
Брав участь у театральних фестивалях Києва й Ніжина («Три любові» А. Дункан, І. Шнейдер), Кропивницького («Житейське море» І. Карпенко-Карий), Чернівців («Ханума» А. Цагарелі, «Небилиці про Івана…» І. Миколайчук), Тернополя та багатьох інших міст.
13 березня 2014 Ярослав Кіргач разом з іншими діячами культури поставив свій підпис під «Заявою від діячів культури України до творчої спільноти світу».

## Репертуар
| Вистава                                                | Роль                                |
| ------------------------------------------------------ | ----------------------------------- |
| «Останній гречкосій» (Орест Огородник)                 | Зеник                               |
| «Пані міністрова» (Браніслав Нушич)                    | Пера Каленич                        |
| «Небилиці про Івана...» (Іван Миколайчук)              | Цугсфірер, Крутій, Лицедій          |
| «Бояриня» (Леся Українка)                              | Гість з України                     |
| «Візит літньої пані» (Фрідріх Дюрренматт)              | перший                              |
| «Віяло леді Віндермір» (Оскар Вайльд)                  | Лорд Огастус                        |
| «Гамлет у гострому соусі» (Альдо Ніколаї)              | Гамлет                              |
| «Державна зрада» (Рей Лапіка)                          | Микола Гулак                        |
| «Неаполь-місто попелюшок» (Надія Ковалик)              | емігрант                            |
| «Ісус, син Бога живого» (Василь Босович)               | Юда                                 |
| «Невольник» (Тарас Шевченко)                           | Недорізаний, запорожець             |
| «Сільва» (Імре Кальман)                                | шанувальник театру та гість на балу |
| «Сто тисяч» (Іван Карпенко-Карий)                      | Савка                               |
| «Троє товаришів» (Еріх Марія Ремарк)                   | Отто Кестер                         |
| «Ханума» (Авксентій Цагарелі)                          | Тімоте                              |
| «У. Б. Н.» (Галина Тельнюк)                            | син                                 |
| «Суботня вечеря» (Шолом-Алейхем)                       | Дядько Арончика                     |
| «Пропала грамота» (Микола Гоголь)                      | Іван Наливайко                      |
| «Підступність і кохання» (Фрідріх Шиллер)              | Вурм                                |
| «Мина Мазайло» (Микола Куліш)                          | Тертика                             |
| «Коханий нелюб» (Ярослав Стельмах)                     | Степан                              |
| «Одруження» (Микола Гоголь)                            | Кочкарьов                           |
| «Історія коня» (Лев Толстой)                           | Васька–конюх                        |
| «Або — або» (Інна Павлюк, Наталя Лісова)               | Михайло Теліга                      |
| «Тільки у Львові — Бум, Пім, Пім» (Вадим Сікорський)   | Дядько                              |
| «Три любові» (Айседора Дункан, Ілля Шнайдер)           | Гордон Крег, Сергій Єсенін          |
| «Ярославна — королева Франції» (Валентин Соколовський) | Анрі І, король                      |
| «Вій, вітерець!» (Яніс Райніс)                         | Ульдис, герой                       |
| «Симфонія сльози» (Юрій Косач)                         | Лука Гнатович                       |
| «Різдвяна ніч» (Михайло Старицький)                    | Голова, кум Чуба                    |
| «Голий король» (Євген Шварц)                           | Христіан                            |
| «Украдене щастя» (Іван Франко)                         | Микола Задорожний, селянин          |
| «Ревізор» (Микола Гоголь)                              | Петро Іванович Добчинський          |
| «У неділю рано зілля копала...» (Ольга Кобилянська)    | Гриць                               |
| «Мазепа» (Богдан Лепкий)                               | Павлусь                             |
| «Маруся Чурай» (Ліна Костенко)                         | Фесько                              |
| «Мачуха» (Оноре де Бальзак)                            | Годар                               |
| «Се Ля Ві» (Надія Ковалик)                             | Павло, Феодул                       |
| «Хазяїн» (Іван Карпенко-Карий)                         | Зозуля                              |
| «Талан» (Михайло Старицький)                           | кореспондент                        |
| «Мадам Боварі» (Гюстав Флобер)                         | сліпий, монах                       |
| «Життєйське море» (Іван Карпенко-Карий)                | Стьопочка Крамарюк                  |
| «Івона, принцеса бургундська» (Вітольд Ґомбрович)      | Маршалик                            |
| «Ісус, Син Бога Живого» (Василь Босович)               | Нафанаїл, Тадей, Юда                |
| «Пітер Пен» (Джеймс Баррі)                             | Пітер, Смішко, Старкі               |
| «Гайдамаки» (Тарас Шевченко)                           | масові сцени                        |
| «Безталанна» (Іван Карпенко-Карий)                     | масові сцени                        |
| «Андрій» (Валерій Герасимчук)                          | офіцер НКВС                         |
| «Доки сонце зійде…» (Марко Кропивницький)              | Гордій                              |
| «Микита Кожум'яка» (Олександр Олесь)                   | син                                 |
| «Благочестива Марта» (Тірсо де Моліна)                 | Пастрана                            |
| «Кайдашева сім'я» (Іван Нечуй-Левицький)               | Лаврін                              |
| «Романтики» (Едмон Ростан)                             | Сганарель                           |
| «Оргія» (Леся Українка)                                | Федон                               |
| «Любов і мундир» (Ференц Мольнар)                      | Ковач                               |
| «Хитра вдовичка» (Карло Гольдоні)                      | Граф Браско Неро                    |
| «Хелемські мудреці» (Мойше Гершензон)                  | Бінем                               |
| «Замшевий піджак» (Станіслав Стратієв)                 | Жоро                                |
| «Сава Чалий» (Іван Карпенко-Карий)                     | Іван Найда                          |
| «Сто тисяч» (Іван Карпенко-Карий)                      | Савка                               |
| «Два кольори» (Дмитро Павличко)                        | від автора                          |

## Фільмографія
- 2004 — «Залізна сотня» — Майор НКВС  (режисер — народний артист України Олесь Янчук)
- 2008 — «Владика Андрей» — Польський капітан (режисер — народний артист України Олесь Янчук)
- 2009 — «Операція «Китайська шкатулка» — лейтенант, начальник патруля (режисер — Сергій Бобров)
- 2016 — «Жива» — командир «Грома» (режисер — Тарас Химич).[3]